# Vivian Kong
Vivian Kong Man-wai (chinesisch 江旻憓, Jyutping gong1 man4 wai6, * 8. Februar 1994 in Hongkong) ist eine Degenfechterin aus Hongkong.

## Erfolge
Vivian Kong war zunächst im Taekwondo aktiv, ehe sie im Alter von elf Jahren mit dem Fechten begann. Sie gab im Mai 2008 beim Weltcup in Nanjing ihr internationales Debüt. Drei Jahre darauf gewann sie im Mannschaftswettbewerb der Asienmeisterschaften in Seoul mit Bronze ihre erste Medaille. Auch bei den Asienmeisterschaften 2014 in Suwon, 2015 in Singapur und 2016 in Wuxi wurde sie mit der Mannschaft Dritte. Zwei Bronzemedaillen gewann sie außerdem bei den Asienspielen 2014 in Incheon, als sie jeweils im Einzel und mit der Mannschaft Platz drei erreichte. Bei den Olympischen Spielen 2016 in Rio de Janeiro gewann sie in ihrer Konkurrenz das Auftaktgefecht gegen die Russin Ljubow Schutowa mit 15:10, schied danach aber gegen die Italienerin Rossella Fiamingo mit 11:15 aus.
2017 wurde Kong in Hongkong Vizeasienmeisterin im Einzel und mit der Mannschaft erneut Dritte. Ein Jahr darauf gelang ihr in Bangkok im Einzel schließlich der erste Titelgewinn. Im Mannschaftswettbewerb belegte sie mit der Hongkonger Mannschaft erstmals den zweiten Platz. Bei den Asienspielen in Jakarta sicherte sie sich im selben Jahr wie schon 2018 jeweils Bronze im Einzel und mit der Mannschaft. In der Mannschaftskonkurrenz gewann Kong in Chiba bei den Asienmeisterschaften 2019 ihre nunmehr sechste Bronzemedaille in dieser Disziplin. In Budapest stand sie 2019 außerdem auch erstmals auf dem Podest bei einer Weltmeisterschaft. Nach einer 11:15-Halbfinalniederlage gegen Nathalie Moellhausen aus Brasilien erhielt sie die Bronzemedaille. Bei den 2021 ausgetragenen Olympischen Spielen 2020 in Tokio gewann Kong im Einzel ihre ersten beiden Gefechte, ehe sie im Viertelfinale gegen Aisanat Murtasajewa aus Russland mit 10:15 ausschied. Im Mannschaftswettbewerb unterlag sie mit der Hongkonger Équipe zunächst China und den Vereinigten Staaten, ehe der Mannschaft ein abschließender Sieg gegen die Mannschaft des Olympischen Komitees Russlands gelang.
Sowohl bei den Asienmeisterschaften 2022 in Chiba als auch 2023 in Wuxi wurde Kong im Einzel Asienmeisterin, während sie mit der Mannschaft den zweiten Platz belegte. Darüber hinaus gewann sie bei den Weltmeisterschaften 2022 in Kairo eine weitere Bronzemedaille im Einzel. Diese Platzierung erreichte sie auch bei den 2023 ausgetragenen Asienspielen 2022 in Hangzhou. In der Mannschaftskonkurrenz sicherte sie sich die Silbermedaille. Bei den Olympischen Spielen 2024 in Paris trat Kong im Gegensatz zu den vorangegangenen Spielen nur in einem Wettbewerb an. Im Einzel ging sie topgesetzt in den Wettkampf und erreichte nach drei Auftaktsiegen das Halbfinale gegen Nelli Differt aus Estland, die sie mit 15:11 ebenfalls besiegte. Im Finalgefecht traf Kong auf die Französin Auriane Mallo-Breton und gewann das Duell knapp mit 13:22, womit sie Olympiasiegerin wurde und die Goldmedaille gewann.
Kong schloss ein Studium der Internationalen Beziehungen an der Stanford University ab. Sie ist Doktorandin der Rechtswissenschaften an der Chinesischen Universität Hongkong.